# Liste der Kulturgüter in Cortébert
Die Liste der Kulturgüter in Cortébert enthält alle Objekte in der Gemeinde Cortébert im Kanton Bern, die gemäss der Haager Konvention zum Schutz von Kulturgut bei bewaffneten Konflikten, dem Bundesgesetz vom 20. Juni 2014 über den Schutz der Kulturgüter bei bewaffneten Konflikten sowie der Verordnung vom 29. Oktober 2014 über den Schutz der Kulturgüter bei bewaffneten Konflikten unter Schutz stehen.
Objekte der Kategorie A sind im Gemeindegebiet nicht ausgewiesen, Objekte der Kategorie B sind vollständig in der Liste enthalten, Objekte der Kategorie C fehlen zurzeit (Stand: 4. Februar 2024). Unter übrige Baudenkmäler sind geschützte Objekte zu finden, die im Bauinventar des Kantons Bern als «schützenswert» verzeichnet sind.

## Kulturgüter
| Foto |                                                             | Objekt                                                                      | Kat. | Typ | Standort                              | Beschreibung |
| ---- | ----------------------------------------------------------- | --------------------------------------------------------------------------- | ---- | --- | ------------------------------------- | --- |
| BW   | Datei hochladen · Wikidata zu Fabrikantenvilla (Q112079106) | Fabrikantenvilla mit Garten / Villa de fabricant avec jardin KGS-Nr.: 16776 | B    | G   | Crêt de la Chapelle 2 574896 / 226766 | Fabrikantenvilla, von 1871 bis 1872 erbaut durch die Besitzer der nahe gelegenen Uhrenfabrik "Cortébert Watch Co." |

## Übrige Baudenkmäler
Hinweis: Anstelle der KGS-Nummer wird als Objekt-Identifikator (ID) die Grundstücksnummer verwendet.
| ID   | Foto |                                                                                | Objekt | Typ | Standort                                   | Beschreibung |
| ---- | ---- | ------------------------------------------------------------------------------ | --- | --- | ------------------------------------------ | --- |
| 14   | BW   | Datei hochladen                                                                | Ehemaliges Bauernhaus (1624) / Ancienne ferme (1624)                                                                                  | G   | Cour d’Agibert 1 574752 / 226453           | |
| 23   | ja   | Datei hochladen · Wikidata zu Brunnen (2. Hälfte 19. Jh.) (Q114567751)         | Brunnen (2. Hälfte 19. Jh.) / Fontaine (2ème moitié 19ème s.)                                                                         | K   | Cour d’Agibert N.N.1 574686 / 226253       | |
| 23   | ja   | Datei hochladen                                                                | Steinbrücke über Le Grabe (18. Jh.) / Pont en pierre sur le ruisseau du Grabe (18ème s.)                                              | G   | Cour d’Agibert N.N.2 574687 / 226260       | |
| 23   | BW   | Datei hochladen                                                                | Brunnen (2. Hälfte 19. Jh.) / Fontaine (2ème moitié 19ème s.)                                                                         | K   | Cour d’Agibert N.N.3 574751 / 226400       | |
| 23   | BW   | Datei hochladen                                                                | Brunnen (2. Hälfte 19. Jh.) / Fontaine (2ème moitié 19ème s.)                                                                         | K   | Cour d’Agibert N.N.4 574692 / 226303       | |
| 23   | BW   | Datei hochladen                                                                | Brunnen (2. Hälfte 19. Jh.) / Fontaine (2ème moitié 19ème s.)                                                                         | K   | Cour d’Agibert N.N.5 574689 / 226205       | |
| 23   | BW   | Datei hochladen                                                                | Brunnen (2. Hälfte 19. Jh.) / Fontaine (2ème moitié 19ème s.)                                                                         | K   | Cour d’Agibert N.N.6 574689 / 226354       | |
| 55   | ja   | Datei hochladen · Wikidata zu Ehemaliges Bauernhaus (1809) (Q112079281)        | Ehemaliges Bauernhaus (1809) / Ancienne ferme (1809)                                                                                  | G   | Cour d’Agibert 12 574737 / 226404          | |
| 66   | BW   | Datei hochladen                                                                | Brunnen (2. Hälfte 19. Jh.) / Fontaine (2ème moitié 19ème s.)                                                                         | K   | Les Chéseaux N.N.2 574777 / 226508         | |
| 66   | BW   | Datei hochladen                                                                | Brunnen (2. Hälfte 19. Jh.) / Fontaine (2ème moitié 19ème s.)                                                                         | K   | Les Chéseaux N.N.3 574751 / 226476         | |
| 69   | BW   | Datei hochladen                                                                | Ehemaliges Bauernhaus (1776) / Ancienne ferme (1776)                                                                                  | G   | Les Vernayes 4 574630 / 226455             | |
| 69   | BW   | Datei hochladen                                                                | Brunnen (2. Hälfte 19. Jh.) / Fontaine (2ème moitié 19ème s.)                                                                         | K   | Les Vernayes N.N. 574621 / 226440          | |
| 81   | BW   | Datei hochladen                                                                | Wohnhaus mit Laden (3. Viertel 19. Jh.) / Maison d'habitation avec magasin (3ème quart 19ème s.)                                      | G   | Les Chéseaux 12 574814 / 226574            | |
| 108  | BW   | Datei hochladen                                                                | Brunnen (2. Hälfte 19. Jh.) / Fontaine (2ème moitié 19ème s.)                                                                         | K   | Le Quart N.N.1 574804 / 226686             | |
| 137  | BW   | Datei hochladen                                                                | Fabrikantenvilla (1871/72) / Villa de fabricant (1871/72)                                                                             | G   | Crêt de la Chapelle 2 574896 / 226766      | |
| 188  | ja   | Datei hochladen · Wikidata zu Fabrik Omega 5 / Cortébert Watch Co. (Q29652044) | Ehemalige Uhrenfabrik "Cortébert Watch Co." - Omega 5 (1864) / Ancienne fabrique horlogère "Cortébert Watch Co." - Omega 5 (1864)     | G   | Les Chéseaux 1 574915 / 226646             | 1864 erbaute Uhrenfabrik der "Cortébert Watch Co.", 1962 von Omega SA übernommen, nach Einstellung der Produktion Ende der 1980er zu Loftwohnungen umgebaut und mit Metallbalkonen ergänzt. Langer und schmaler Mauerbau unter Walmdach mit 22 Achsen. Bedeutender Vertreter der Industriearchitektur und wichtiger Zeuge des lokalen Kulturerbes. |
| 188  | BW   | Datei hochladen                                                                | Ehemalige Uhrenfabrik "Cortébert Watch Co." (1873) / Ancienne fabrique horlogère "Cortébert Watch Co." (1873)                         | G   | Les Chéseaux 1a 574890 / 226669            | |
| 195  | ja   | Datei hochladen                                                                | Wohnhaus (1860) / Habitation avec rural (1860)                                                                                        | G   | Les Chéseaux 8 574858 / 226597             | |
| 195  | BW   | Datei hochladen                                                                | Ehemaliges Restaurant, heute Wohnhaus (3. Viertel 19. Jh.) / Ancien restaurant, aujourd'hui maison d'habitation (3ème quart 19ème s.) | G   | Les Chéseaux 10 574836 / 226585            | |
| 201  | BW   | Datei hochladen                                                                | Wohnhaus (1926) / Habitation (1926)                                                                                                   | G   | Sous l’Age 9 574988 / 226575               | |
| 207  | BW   | Datei hochladen                                                                | Brunnen (2. Hälfte 19. Jh.) / Fontaine (2ème moitié 19ème s.)                                                                         | K   | Les Chéseaux N.N.4 574810 / 226536         | |
| 829  | BW   | Datei hochladen                                                                | Ehemaliges Bauernhaus "La Chalme" (1755) / Ancienne ferme "Le Chalmé" (1755)                                                          | G   | Les Prés-de-Cortébert 221b 576521 / 224713 | |
| 857  | BW   | Datei hochladen                                                                | Pachthof (frühes 19. Jh.) / Métairie (début 19ème s.)                                                                                 | G   | Les Prés-de-Cortébert 217 574320 / 223176  | |
| 859  | BW   | Datei hochladen                                                                | Pachthof Rägiswald (um 1735) / Métairie du Bois Raiguel (vers 1735)                                                                   | G   | Les Prés-de-Cortébert 219 574320 / 223176  | |
| 924  | BW   | Datei hochladen                                                                | Sägewerk (1864) / Scierie (1864) | G   | Grand-Rue 3 575451 / 226740                | |
| 1066 | BW   | Datei hochladen                                                                | Brunnen (2. Hälfte 19. Jh.) / Fontaine (2ème moitié 19ème s.)                                                                         | K   | Les Chéseaux N.N.1 574874 / 226589         | |
| 1088 | BW   | Datei hochladen                                                                | Ehemaliger Pachthof "La Cuisinière" (1768) / Ancienne métairie "La Cuisinière" (1768)                                                 | G   | Les Prés-de-Cortébert 220b 576758 / 224152 | |